# Heteropoda thoracica
Heteropoda thoracica är en spindelart som först beskrevs av Carl Ludwig Koch 1845.  Heteropoda thoracica ingår i släktet Heteropoda och familjen jättekrabbspindlar. Inga underarter finns listade i Catalogue of Life.